# محمد خنفير
محمد سالم خنفير لاعب كرة قدم تونسي، يلعب كمدافع .
لعب سابقاً في أندية نادي جمعية أريانة و إحترف في السعودية في نادي الحزم ونادي أبها ونادي الكوكب .